# Petersaurach
Petersaurach (fränkisch: Bäjdas-aura) ist eine Gemeinde im mittelfränkischen Landkreis Ansbach und zählt zur Metropolregion Nürnberg.

## Geografie
Petersaurach liegt etwa 15 Kilometer östlich von Ansbach.

### Topographie
Der Hauptort mit den meisten Gemeindeteilen liegt auf einer Hochebene (etwa 450 m), die im Nordwesten bei Vestenberg, Adelmannssitz und Großhaslach ins Haselbachtal abfällt.
Auf dem Gemeindegebiet gibt es überwiegend Nadelwälder. Nordöstlich befindet sich der Klosterwald, westlich von Wicklesgreuth der Herrnwald und nordwestlich von Großhaslach der Haslacher Wald.
Im Gemeindegebiet entspringen folgende Fließgewässer:
- die Aurach
- das Heiligenbächl, der ein rechter Zufluss der Aurach ist
- der Haselbach, der ein rechter Zufluss der Bibert ist
- der Büschelbach und der Ziegendorfer Bach, beide linke Zuflüsse der Fränkischen Rezat

### Gemeindegliederung
Es gibt 16 Gemeindeteile (in Klammern ist der Siedlungstyp angegeben):
- Adelmannssitz (Dorf)
- Altendettelsau (Dorf)
- Frohnhof (Weiler)
- Gleizendorf (Kirchdorf)
- Großhaslach (Pfarrdorf)
- Gütlershof (Einöde)
- Külbingen (Dorf)
- Langenheim (Siedlung)
- Langenloh (Dorf)
- Neumühle
- Petersaurach (Pfarrdorf)
- Schafhof (Weiler)
- Steinbach (Dorf)
- Vestenberg (Pfarrdorf)
- Wicklesgreuth (Kirchdorf)
- Ziegendorf (Dorf)

Keine amtlich benannten bzw. nicht mehr existierende Gemeindeteile sind Obere Mühle, Straßenmühle, Untermühle, Weiherhof und Wicklesgreuth-Bahnhof.
Es gibt auf dem Gemeindegebiet die Gemarkungen Altendettelsau, Großhaslach, Herpersdorf (Gemarkungsteil 1), Petersaurach und Vestenberg (Gemarkungsteil 0). Die Gemarkung Petersaurach hat eine Fläche von 12,349 km². Sie ist in 2406 Flurstücke aufgeteilt, die eine durchschnittliche Flurfläche von 5132,71 m² haben. In ihr liegt neben dem namensgebenden Ort der Gemeindeteil Wicklesgreuth (zum Teil).

### Nachbargemeinden
| Bruckberg, Weihenzell | Dietenhofen                                 | Heilsbronn     |
| Ansbach               | Kompassrose, die auf Nachbargemeinden zeigt |                |
| Sachsen bei Ansbach   | Lichtenau                                   | Neuendettelsau |

### Klima

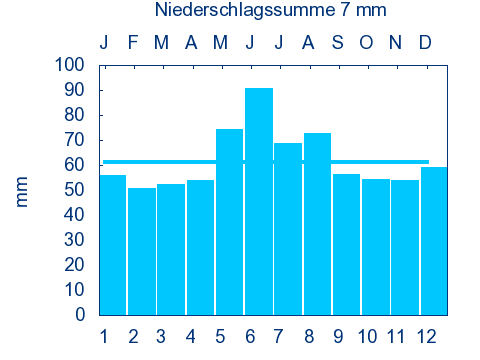
Diagramm Niederschlagsmittelwerte Petersaurach für den Zeitraum von 1961 bis 1990
Niederschlagsdiagramm für Petersaurach (blaue Kurve) vor den Mittelwerten (Quantilen) für Deutschland (grau)

## Geschichte

### Bis zur Gemeindegründung
Gegründet wurde der Ort wohl erst im 10. Jahrhundert. Eine Erstbesiedelung während der Fränkischen Landnahme kommt nicht in Frage, da das Gelände, auf dem es steht, ungünstig ist. Urkundlich wurde der Ort erstmals im Jahre 1212 erwähnt, als Bischof Otto von Würzburg seine Güter in „Urah“ dem Kloster in Heilsbronn vermachte. Das Grundwort des Ortsnamens ist ahe (mhd. „Fluss, Wasser“) und das Bestimmungswort ûr (mhd. „Auerochse“), woraus sich die Erklärung ergibt „Gewässer, an dem sich Auerochsen aufhalten“. Ca. 1300 wurde der Ort erstmals „Pettersaurach“ genannt. Die Ergänzung bezieht sich auf den Patron der Petersauracher Kirche, dem hl. Petrus. Die erste urkundliche Erwähnung der Kirchengemeinde Petersaurach stammt aus dem Jahre 1390. Im Jahre 1528 wurde in Petersaurach die Reformation eingeführt. Nach dem Dreißigjährigen Krieg fanden hier rund 190 Glaubensflüchtlinge aus Österreich eine neue Heimat, die wesentlich zum Wiederaufstieg des Ortes beitrugen.
Die Grund- und Landesherren in früherer Zeit waren die Bischöfe von Würzburg, dann das Kloster Gumbertus in Ansbach und deren Vögte. Im Laufe der Zeit bis zum Jahre 1400 erwarb das Kloster Heilsbronn alle Höfe in Petersaurach.
Bereits im Jahr 1560 wurde in Petersaurach unterrichtet, anfangs im Mesnerhaus. Erst im 19. Jahrhundert wurde die alte Schule, 1904 ein großes Schulgebäude neben der Kirche und 1956 eine neue Schule errichtet.
Im 16-Punkte-Bericht des Oberamtes Windsbach aus dem Jahr 1608 wurden für Petersaurach 55 Mannschaften verzeichnet: Die 17 Höfe und 38 Güter unterstanden dem Klosterverwalteramt Heilsbronn. Daneben gab es ein Gemeindehirtenhaus und das Pfarrhaus. Das Hochgericht übte das brandenburg-ansbachische Kasten- und Stadtvogteiamt Windsbach aus. Im 16-Punkte-Bericht des Klosteramts Heilsbronn, ebenfalls aus dem Jahr 1608, wurden 58 Mannschaften angegeben (15 Bauern, 43 Köbler).
Gegen Ende des 18. Jahrhunderts gab es in Petersaurach 65 Anwesen (6 Höfe, 2 Höflein, 7 Halbhöfe, 13 Güter, 1 Gut mit Schmiede, 18 Gütlein, 1 Badhaus, 3 Halbleerhäuser, 12 Tropfhäuser, 2 Wirtsgüter). Das Hochgericht übte das Kasten- und Stadtvogteiamt Windsbach aus. Die Dorf- und Gemeindeherrschaft und die Grundherrschaft über alle Anwesen hatte das Klosterverwalteramt Heilsbronn. Neben den Anwesen gab es noch kirchliche Gebäude (Pfarrkirche, Pfarrgut), kommunale Gebäude (Schule, Kuh-Hirtenhaus, Schweine-Hirtenhaus) und herrschaftliche Gebäude (Oberförster-Gütlein). Es gab zu dieser Zeit 59 Untertansfamilien. Von 1797 bis 1808 unterstand der Ort dem Justiz- und Kammeramt Windsbach.

### 19. Jahrhundert
1806 kam Petersaurach an das Königreich Bayern. Im Rahmen des Gemeindeedikts wurde im Jahr 1808 der Steuerdistrikt Petersaurach gebildet, zu dem Höfstetten, Ketteldorf, Markttriebendorf, Neuhöflein, Petersaurach, Wicklesgreuth und Ziegendorf gehörten. Die Ruralgemeinde Petersaurach entstand im Jahr 1810 und war deckungsgleich mit dem Steuerdistrikt. Sie war in Verwaltung und Gerichtsbarkeit dem Landgericht Heilsbronn zugeordnet und in der Finanzverwaltung dem Rentamt Windsbach. 1812 wurde auf dem Gemeindegebiet der Weiherhof gegründet. Mit dem Zweiten Gemeindeedikt (1818) erfolgte die Aufspaltung der Ruralgemeinde Petersaurach in
- Ruralgemeinde Höfstetten mit Neuhöflein;
- Ruralgemeinde Ketteldorf;
- Ziegendorf zur Ruralgemeinde Altendettelsau;
- Markttriebendorf zur Ruralgemeinde Betzendorf;
- Weiherhof und Wicklesgreuth gehörten weiterhin zur Ruralgemeinde Petersaurach.[19]

Von 1862 bis 1879 gehörte Petersaurach zum Bezirksamt Heilsbronn, ab 1880 zum Bezirksamt Ansbach (1939 in Landkreis Ansbach umbenannt) und zum Rentamt Heilsbronn (1919–1929: Finanzamt Heilsbronn, ab 1929: Finanzamt Ansbach). Die Gerichtsbarkeit blieb beim Landgericht Heilsbronn (1879 in Amtsgericht Heilsbronn umbenannt), seit 1956 ist das Amtsgericht Ansbach zuständig. Die Gemeinde hatte 1964 eine Gebietsfläche von 10,213 km².
Im Jahr 1818 reichte Wicklesgreuth ein Gesuch ein, mit dem Weiherhof eine eigene politische Gemeinde bilden zu dürfen. Dieses wurde jedoch abgelehnt.
Im Jahr 1875 wurde die Gemeinde durch die Eisenbahn der Hauptstrecke Nürnberg–Ansbach erschlossen. 1894 bekam Petersaurach einen Bahnhof an der Nebenstrecke Wicklesgreuth–Windsbach.

### Eingemeindungen
| Gemeinde       | Einwohner (1970) | Eingemeindungs- datum | Bemerkungen                                                                               |
| -------------- | ---------------- | --------------------- | ----------------------------------------------------------------------------------------- |
| Altendettelsau | 172              | 1. Januar 1972        | Eingliederung von 167 der 172 Einwohner, Umgliederung der Froschmühle nach Neuendettelsau |
| Großhaslach    | 997              | 1. Mai 1978           |                                                                                           |
| Herpersdorf    | 371              | 1. Januar 1972        | Eingliederung von 288 der 371 Einwohner, Umgliederung des Hauptortes nach Lichtenau       |
| Vestenberg     | 527              | 1. Mai 1978           | Eingliederung von 475 der 527 Einwohner, Umgliederung von Thurndorf nach Weihenzell       |

### Einwohnerentwicklung
Im Zeitraum 1988 bis 2018 stieg die Einwohnerzahl von 3962 auf 4939 um 977 Einwohner bzw. um 24,7 %.
Gemeinde Petersaurach
| Jahr      | 1818   | 1840   | 1852   | 1861   | 1867   | 1871   | 1875   | 1880   | 1885   | 1890   | 1895   | 1900   | 1905   | 1910   | 1919   | 1925   | 1933   | 1939   | 1946   | 1950   | 1961   | 1970   | 1987   | 1995 | 2005 | 2015   |
| Einwohner | 495    | 554    | 604    | 651    | 666    | 658    | 689    | 699    | 688    | 704    | 701    | 752    | 767    | 792    | 827    | 824    | 872    | 875    | 1393   | 1405   | 1496   | 1800   | 3927   | 4577 | 5091 | 4894   |
| Häuser    | 90     | 98     |        |        |        | 127    |        |        | 143    | 145    |        | 144    |        |        |        | 157    |        |        |        | 177    | 260    |        | 1029   |      |      | 1443   |
| Quelle    | [ 25 ] | [ 26 ] | [ 27 ] | [ 28 ] | [ 29 ] | [ 30 ] | [ 31 ] | [ 32 ] | [ 33 ] | [ 34 ] | [ 35 ] | [ 36 ] | [ 35 ] | [ 37 ] | [ 35 ] | [ 38 ] | [ 35 ] | [ 35 ] | [ 35 ] | [ 39 ] | [ 20 ] | [ 40 ] | [ 41 ] |      |      | [ 42 ] |

Ort Petersaurach
| Jahr      | 001818 | 001840 | 001861 | 001871 | 001885 | 001900 | 001925 | 001950 | 001961 | 001970 | 001987 | 002015 | 002022 |
| Einwohner | 426    | 490    | 578    | 583    | 576    | 633    | 691    | 1146   | 1142   | 1328   | 1491   | 2141   | 2226   |
| Häuser    | 78     | 86     |        |        | 124    | 122    | 133    | 150    | 203    |        | 389    |        |        |
| Quelle    | [ 25 ] | [ 26 ] | [ 28 ] | [ 30 ] | [ 33 ] | [ 36 ] | [ 38 ] | [ 39 ] | [ 20 ] | [ 40 ] | [ 41 ] | [ 43 ] | [ 43 ] |

## Religion
Auf dem Gemeindegebiet gibt es die evangelisch-lutherischen Pfarreien St. Laurentius (Vestenberg), St. Maria (Großhaslach) und St. Peter (Petersaurach) mit den Filialen Friedenskirche (Wicklesgreuth) und St. Mauritius (Gleizendorf). Die Einwohner römisch-katholischer Konfession sind nach St. Franziskus (Neuendettelsau) gepfarrt.

## Politik

### Bürgermeister
- Bis 30. April 2008 Hans Fischer (Freie Wähler)
- 2008–2020 Lutz Egerer (SPD). Egerer wurde 2014 mit 78,69 % der Stimmen im Amt bestätigt.
- seit 1. Mai 2020: Herbert Albrecht (CSU).[44] Dieser setzte sich in der Stichwahl gegen Egerer durch.

### Gemeinderat
Der Gemeinderat hat (einschl. Erstem Bürgermeister) seit der Kommunalwahl 2020 17 Mitglieder.
| Partei       | Sitze 2008–2014 | Sitze 2014–2020 | Sitze seit 2020 |
| SPD          | 4               | 7               | 3               |
| CSU          | 8               | 7               | 6               |
| Freie Wähler | 6               | 4               | 2               |
| Einigkeit    | 2               | 2               | 2               |
| Grüne        | -               | -               | 3               |

(Stand: Kommunalwahl am 15. März 2020)

### Wappen und Flagge
Wappen
| Wappen Gemeinde Petersaurach | Blasonierung: „Gespalten; vorne in Grün ein silberner Balken, überdeckt von einem gestürzten, schrägen goldenen Schlüssel; hinten geteilt von Gold und Rot mit zwei Eisenhüten in verwechselten Farben.“ |
| Wappen Gemeinde Petersaurach | Wappenbegründung: Aus dem untergegangenen Wappen von Petersaurach stammt der goldene Schlüssel als Attribut des heiligen Petrus, der der Namenspatron der St. Peterskirche ist. Die Eisenhüte sind dem untergegangenen Wappen von Großhaslach entnommen. Sie weisen auf die Grafen von Oettingen hin, die ursprünglich Güter in Großhaslach hatten. Der silberne Balken in grünem Feld ist das Wappenbild der Herren von Vestenberg, die für alle drei Orte von großer Bedeutung waren. Die Gemeinde führt seit 1982 das heutige Wappen. |

Flagge
Petersaurach hat eine gelb-grün-weiße Gemeindeflagge.

### Raumordnung
Von 2004 bis 2016 gehörte Petersaurach zur Kommunalen Allianz (Komm,A). Weitere Mitglieder waren Bruckberg, Dietenhofen, Heilsbronn, Neuendettelsau und Windsbach. 2016 entstand die Allianz Kernfranken durch den Zusammenschluss von Komm,A und LiSa (Lichtenau, Sachsen bei Ansbach). Kernfranken ist ein Integriertes ländliches Entwicklungskonzept.

## Kultur und Sehenswürdigkeiten

### Baudenkmäler

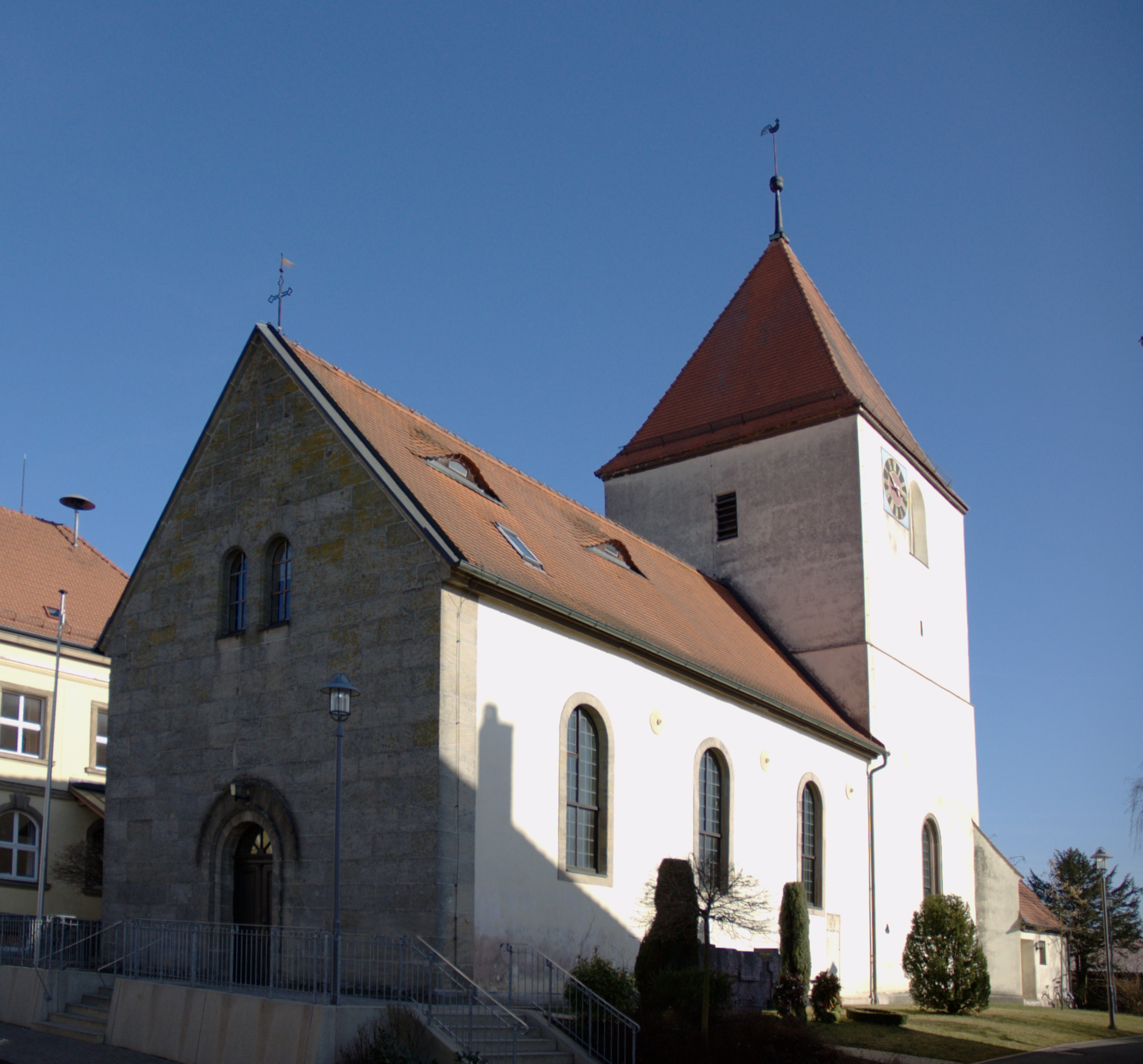
St. Peter

- St. Peter: gotischer Chorturm 14./15. Jahrhundert mit später erfolgtem Sakristei- und Saalanbau
- Pfarrhaus: von 1720 mit späteren Änderungen; zweigeschossig mit Ecklisenen
- Haus Markgrafenplatz Nr. 2 (ehemaliges Markgrafengut): zweigeschossiger Bau des 18. Jh. mit zweigeschossigem Giebel, Satteldach und Schleppgauben; zugehöriges Scheunengebäude.
- Fraischstein: wohl des frühen 18. Jahrhunderts zwischen Markgrafschaft Ansbach und der ehemaligen nürnbergischen Pflegschaft Lichtenau; Sandstein mit giebelartiger Verdachung und nürnbergisches Wappenrelief auf der „Ziegendorfer Höhe“.

### Regelmäßige Veranstaltungen
Für Ortskundige gilt vor allem die Kirchweih in Petersaurach mit der Wahl der Kärwasau (fränkisch für Kirchweihsau) als besondere Attraktion. Die Kirchweih findet jeden letzten Sonntag im August (von Freitag bis Montag) statt.

## Wirtschaft und Infrastruktur

### Verkehr

#### Straße
Die Staatsstraße 2412 führt nach Langenloh (2,3 km südwestlich) bzw. zur Bundesstraße 14 bei Gütlershof (2,2 km nördlich). Die Kreisstraße AN 19 führt nach Altendettelsau (2,1 km südöstlich). Gemeindeverbindungsstraßen führen nach Wicklesgreuth zur Kreisstraße AN 10 (3 km westlich), nach Aich zur Staatsstraße 2410 (3,5 km östlich), nach Ziegendorf (1,9 km südlich) und nach Büschelbach (2,4 km südwestlich).

#### Schiene
Durch das Gemeindegebiet führen die Bahnstrecken Nürnberg–Crailsheim und Wicklesgreuth–Windsbach. Petersaurach ist mit den Haltepunkten Petersaurach, Petersaurach Nord und Wicklesgreuth an das Schienennetz der Deutschen Bahn angeschlossen.
Der Bahnhof Wicklesgreuth im gleichnamigen Gemeindeteil wird von Regional-Express-Zügen der Relation Nürnberg-Stuttgart sowie der S-Bahn Nürnberg bedient. Zudem ist er Ausgangspunkt der Regionalbahn nach Neuendettelsau und Windsbach. Der Haltepunkt Petersaurach wird von Regionalbahnen der Relation Wicklesgreuth–Windsbach angefahren, am 2014 eröffneten Haltepunkt Petersaurach Nord verkehrt die Linie S4 der S-Bahn Nürnberg.

### Ansässige Unternehmen
Der größte Arbeitgeber am Ort ist die RKW AG – Rheinische Kunststoffwerke, die im Südwesten von Petersaurach niedergelassen ist und Kunststofffolien produziert. In Langenheim bei Wicklesgreuth gibt es die Busch & Brunner GmbH & Co KG, die Farben herstellt. Im Gewerbegebiet Großhaslach siedeln bisher nur kleinere Firmen.

### Bildungseinrichtungen
In Petersaurach gibt es eine Volksschule, welche für die Schüler der Gemeinde zuständig ist. Sie verteilt sich auf die Schulorte Petersaurach (Grund- und Hauptschule) und Großhaslach (Grundschule).

### Breitbandausbau
Die Gemeinde mit ihren Gemeindeteilen erhält nach und nach eine Glasfaser-Internetverbindung. Jeder Haushalt, der sich für dafür entscheidet, bekommt die Glasfaserleitung bis ins Haus gelegt. Somit hat die Gemeinde eine der schnellsten Internetverbindungen im Landkreis Ansbach und darüber hinaus.

## Telefonvorwahlen
In Petersaurach gilt die Vorwahl 09872. Abweichend hiervon gelten
- die Vorwahl 09802 in Adelmannssitz, Frohnhof, Külbingen, Langenheim, Schafhof, Vestenberg und Wicklesgreuth,
- die Vorwahl 09824 in Neumühle und Steinbach,
- die Vorwahl 09827 in Langenloh sowie
- die Vorwahl 09874 in Altendettelsau und Ziegendorf.

## Persönlichkeiten

### Ehrenbürger
- Johannes Friedrich Sperl (1845–1913), Pfarrer in Petersaurach von 1886 bis 1913

### Söhne und Töchter der Gemeinde
- Margarete Bucklin, wurde 1594 zur Zeit der Hexenverfolgungen in einem Hexenprozess angeklagt. Sie wurde einen Monat lang wegen Hexereiverdachts gefangen gehalten, kam aber frei, da sie trotz heftiger Folter kein Geständnis ablegte. Die Grundlagen ihrer Existenz waren jedoch zerstört.
- Wilhelm Ludwig Steinbrenner (* 6. Januar 1759; † 26. Dezember 1831 in Großbodungen), evangelischer Theologe
- Christian Hacker (* 1802 in Vestenberg; † 1882), Gründer der gleichnamigen Spielzeugfabrik in Nürnberg
- Fritz Schwarzbeck (* 22. Dezember 1902 in Wicklesgreuth; † 17. Juni 1989 in Darmstadt), Bildhauer